# Aartsbisdom Brazzaville

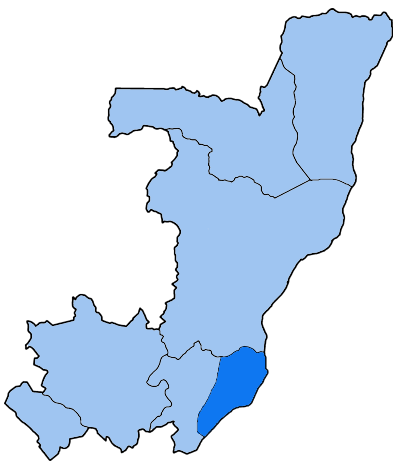
Aartsbisdom Brazzaville

Het aartsbisdom Brazzaville (Latijn: Archidioecesis Brazzapolitana) is een van de negen rooms-katholieke bisdommen in de Republiek Congo . Het aartsbisdom Brazzaville is het aartsbisdom waarover de aartsbisschop van Brazzaville geestelijk leiderschap heeft. Huidig aartsbisschop van Brazzaville is Bienvenu Manamika Bafouakouahou.

## Geschiedenis
- 4 juni 1886: Opgericht als apostolisch vicariaat Frans Congo uit delen van het apostolisch vicariaat van de twee Guineas en het bisdom van São Paulo de Loanda.
- 14 oktober 1890: Hernoemd tot apostolisch vicariaat Opper Frans Congo (Congo Francese Superiore) en gebied verloren door oprichting apostolisch vicariaat Neder Frans Congo
- 8 mei 1909: Gebied verloren na oprichting apostolische prefectuur Oubangui Chari
- 14 juni 1922: Hernoemd tot apostolisch vicariaat Brazzaville
- 21 december 1950: Gebied verloren na oprichting apostolisch vicariaat Fort-Rousset
- 14 september 1955: Promotie tot metropolitaan aartsbisdom Brazzaville
- 3 oktober 1987: Gebied verloren na oprichting bisdom Kinkala

## Speciale kerken
De metropolitane kathedraal van het aartsbisdom Brazzaville is de Cathédrale Sacré-Coeur in Brazzaville.

## Leiderschap
- Apostolisch vicaris van Frans Congo
  - Bisschop Antoine-Marie-Hippolyte Carrie (8 juni 1886 - 14 oktober 1890)
- Apostolisch vicaris van Opper Frans Congo
  - Aartsbisschop Philippe-Prosper Augouard (14 oktober 1890 - 3 oktober 1921)
- Apostolisch vicaris van Brazzaville
  - Bisschop Firmin-Jules Guichard (12 juni 1922 – 27 april 1936)
  - Bisschop Paul Joseph Biéchy (27 januari 1936 – 1954)
  - Aartsbisschop Michel-Jules-Joseph-Marie Bernard (18 juli 1954 – 14 september 1955)
- Metropolitaan aartsbisschop van Brazzaville
  - Aartsbisschop Michel-Jules-Joseph-Marie Bernard (14 september 1955 – 2 mei 1964)
  - Aartsbisschop Théophile Mbemba (23 mei 1964 – 14 juni 1971)
  - Kardinaal Emile Biayenda (14 juni 1971 – 23 maart 1977)
  - Aartsbisschop Barthélémy Batantu (15 november 1978 – 23 januari 2001)
  - Aartsbisschop Anatole Milandou (23 januari 2001 – 21 november 2021)
  - Aartsbisschop Bienvenu Manamika Bafouakouahou (sinds 21 november 2021)

## Suffragane bisdommen
- Bisdom Gamboma
- Bisdom Kinkala